# Саркома
Сарко́ма (лат. sarcoma ← др.-греч. σάρξ «плоть, мясо» + -ωμα «опухоль, вздутие») — группа злокачественных опухолей, производные активно делящейся, так называемой «незрелой» соединительной ткани — костной (остеогенная саркома, саркома Юинга), хрящевой (хондросаркома), мышечной (миосаркома), жировой (липосаркома), стенок кровеносных и лимфатических сосудов, также глиосаркома.
Основное отличие сарком от рака (карцином и аденокарцином) «вообще» состоит в том, что рак происходит из эпителиальных клеток, выстилающих внутренние полости органов (как, например, рак лёгкого или рак почки) либо из покровного эпителия (кожа, слизистая оболочка полости рта и др.), либо железистого эпителия (аденокарцинома предстательной железы, рак щитовидной железы, рак молочной железы), а саркомы не привязаны к каким-либо органам.
Имеет на разрезе розовато-белый цвет, напоминающий рыбье мясо. Саркоме присущи черты, свойственные и раковым опухолям: инфильтрирующий рост с разрушением соседних тканей, рецидивы после удаления, раннее образование метастазов с распространением их в лёгкие (при саркоме конечностей, головы, шеи, туловища) и печень (при саркоме брюшной полости).
Характеризуются прогрессивным, иногда взрывным, и в общем случае более быстрым, чем у классического рака, ростом опухоли, особенно у детей, что объясняется более активным ростом соединительных и мышечных тканей в детском возрасте, а также частыми рецидивами. Занимают второе место после рака среди злокачественных заболеваний по числу летальных исходов.

## Общая классификация сарком
Различают следующие виды сарком:
- Происходящие из твёрдой ткани (костной)

1. Остеогенная саркома.
2. Паростальная саркома
3. Саркома Юинга
4. Хондросаркома
5. Ретикулосаркома

- Происходящие из мягких тканей (мышечной, жировой и т. д.)

1. Альвеолярная мягкотканная саркома
2. Ангиосаркома
3. Цитосаркома
4. Гемангиосаркома
5. Злокачественная фиброзная гистиоцитома
6. Дерматофибросаркома
7. Саркома кожи
8. Саркомы внутренних органов (лёгких, пищевода, мочевого пузыря и т. д.)
9. Желудочно-кишечные стромальные опухоли (GIST)
10. Синовиальная саркома
11. Нейрогенные саркомы
12. Липосаркома
13. Лимфосаркома
14. Саркома Капоши
15. Лейомиосаркома
16. Лимфангиосаркома
17. Нейрофибросаркома
18. Фибросаркома
19. Рабдомиосаркома
20. Недифференцированная плеоморфная саркома
21. Эпителиоидные саркомы

### Дифференциация опухолей
В дополнение к своему имени, происходящему от различных видов тканей организма, саркоме также присваивается класс (низко-, средне- или высокодифференцированная) в зависимости от наличия и частоты определённых клеточных и субклеточных характеристик, связанных со злокачественными биологическим поведением. Низкодифференцированные саркомы обычно лечат хирургическим путём, хотя иногда используются лучевая и химиотерапия. Промежуточные и высокодифференцированные саркомы чаще лечили комбинацией хирургии, химиотерапии и/или лучевой терапии. Поскольку более высокие степени злокачественности опухоли чаще дают метастазы, такие саркомы рассматриваются как более агрессивные. Выявление того, что многие саркомы чувствительны к химиотерапии, резко улучшило выживаемость больных. Например, в дохимиотерапевтическую эпоху долгосрочная выживаемость пациентов с локализованной остеосаркомой составляла около 20 %, а сейчас выросла до 60−70 %.

## Эпидемиология
По статистике, саркомы встречаются довольно редко (1 % от всех злокачественных опухолей), однако из-за своего быстрого инвазионного роста и частых постоперационных осложнений (метастазы и образование рецидивов) занимают 2-е место по смертности среди больных онкологическими заболеваниями, после классического ракa.
Саркома влияет на людей всех возрастов. Примерно 50 % костных сарком и 20 % сарком мягких тканей диагностируется у людей в возрасте до 35 лет. Некоторые саркомы, такие как лейомиосаркома, хондросаркома и желудочно-кишечные стромальные опухоли (GIST), чаще встречаются у взрослых, чем у детей. Большинство полноценных костных сарком, в том числе саркома Юинга и остеосаркома, гораздо чаще встречается у детей и молодых людей. Так, например на саркомы мягких тканей приходится приблизительно 1 % всех онкологических заболеваний человека. В России на протяжении многих лет заболеваемость сохраняется на уровне 2,13 и 1,83 случая на 100 000 населения среди мужчин и женщин соответственно. Приблизительно 30—33 % заболевших составляют лица моложе 30 лет. В детском возрасте саркомы мягких тканей по частоте занимают пятое место среди всех онкологических заболеваний.
Частота среди различных форм сарком мягких тканей в среднем составляет:
- злокачественная фиброзная гистиоцитома (29,4 %),
- липосаркома (15 %),
- синовиальная саркома (10,5 %),
- рабдомиосаркома (4,8 %),
- лейомиосаркома (11,6 %),
- ангиосаркома (2,5 %),
- нейрогенная саркома (6,7 %),
- редкие и неклассифицированные саркомы (16 %).

Пик заболеваемости костными новообразованиями приходится на социально значимый возраст. Чаще всего они встречаются во втором десятилетии жизни, когда их частота равна 3 на 100 000 населения; у людей старше 30 лет заболеваемость саркомами костей составляет 0,2 на 100 000 населения.

## Патологическая анатомия
Имеет свои особенности, так как саркомы могут происходить из различных видов соединительной ткани. Однако существует редкий вариант злокачественных новообразований смешанного генеза — карциносаркома.
Так, для хондросаркомы характерна следующая патологическая картина:
- хондросаркома периферической локализации хорошо выявляется в виде плотной опухоли, прилегающей к кортикальному слою кости, иногда прорастающей в кость на различную глубину. В ней могут быть очаги оссификации и петрификаты;
- опухоль плотноэластической консистенции, при наличии ослизнения, распада или кровоизлияний — более мягкая, не имеет ясного ограничения от соседней ткани. При разрезе нетрудно определить её хрящевой характер;
- при микроскопическом исследовании опухоль напоминает иногда хондрому, состоит из незрелых клеток с резко выраженным клеточным атипизмом;
- часто рисунок опухоли имеет вид микросаркомы, в которой можно найти участки хрящевой ткани с плохо оформленными ячейками, содержащими хондробласты неправильной формы[2].

## Общая этиология
Причины возникновения сарком разнообразны:
- предраковые заболевания (составляют основу этиологии сарком)[3];
- генетическая предрасположенность, некоторые генетические синдромы и наследственные заболевания;
- химический и физический канцерогенез;
- радиация[10];
- онкогенные вирусы (например, вирус герпеса человека (HHV-8))[11];
- малигнизация (озлокачествление) доброкачественных опухолей;
- механическое повреждение тканей (ушиб, ожог и другие травмы.);
- инородные тела (осколки и т. д.);
- быстрый гормональный рост в период полового созревания. Поскольку саркома бедренной кости встречается в основном у детей и подростков, то одной из причин её возникновения считают интенсивный рост костной ткани. При этом установлено, что заболеванию в большей степени подвержены мальчики высокого роста[6].

## Клинические проявления
Клиническая картина и течение зависят от биологических особенностей исходных клеток и локализации опухоли. Для большинства сарком первым симптомом служит появление увеличивающегося в размерах опухолевого образования. При саркоме костей (остеосаркоме, саркоме Юинга, и т. д.) первый признак заболевания — ночные боли в области пораженной кости, которые практически не купируются приёмом анальгетиков в общепринятых дозах. В результате роста опухоли в патологический процесс могут вовлекаться соседние органы и ткани, что приводит к появлению соответствующей симптоматики (например, при сдавлении и/или прорастании опухолью сосудов происходит расширение венозной сети (обильная васкуляризация), при поражении нервных стволов возникают проводниковые боли по ходу пораженных нервов, при распространении процесса на трахею наблюдается нарушение дыхания и др.).
Некоторые виды сарком, например, паростальная саркома кости, отличаются нехарактерным исключительно медленным ростом и могут почти бессимптомно существовать на протяжении нескольких лет. В то время как другие виды сарком (обычно низкодифференцированные опухоли с высокой пролиферативной активностью, например рабдомиосаркома), напротив, характеризуются быстрым (в течение нескольких месяцев и даже недель) прогрессированием, обширным местным распространением и ранним метастазированием, которое обычно происходит гематогенным путём. Для некоторых видов сарком (например, липосарком) характерно одновременное или последовательное появление в различных местах организма, что нередко затрудняет решение вопроса об их метастазировании.

## Общие методы диагностики и лечения
Диагностика сарком должна быть основана на применении различных методик, включающих в себя:
- осмотр больного,
- лабораторные исследования (гистоцитологические, цитохимические и др.),
- рентгенографию,
- УЗИ,
- Доплеровская ангиография,
- Магнитно-резонансная томография (МРТ),
- Биопсия (открытая или эксцизионная и закрытая или инцизионная),
- Компьютерная томография (КТ),
- Радионуклеидное обследование (например, изомером радиоизотопа технеций-99 - 99Tcm).

Большое значение в диагностике (особенно для выбора адекватного лечения) имеет определение стадии заболевания, при котором учитывают местное распространение опухоли и наличие или отсутствие отдалённых метастазов.

### Лечение
Основным методом лечения сарком является хирургическое вмешательство. В случае удачного расположения удалённой опухоли сохраняются все функции организма и лечение не ведёт к инвалидизации. Однако очень часто после удаления опухоли отмечается злокачественный рост в лёгких.
Дополнительные методы лечения включают химиотерапию и лучевую терапию, которые проводятся как до, так и после операции. Химиотерапия значительно улучшает прогноз для многих больных саркомой, особенно тех, которые страдают от сарком костей (остеосарком, саркомы Юинга). Для многих пациентов лечение может быть долгим и трудным процессом, длящимся около года.
Наиболее эффективно комбинированное лечение.

## Прогнозы
В основном прогноз зависит от целого ряда факторов: степени злокачественности, стадии и роста опухоли, адекватности и успешности лечения новообразований.
Саркомы мягких тканей (липосаркома, рабдомиосаркома) имеют неблагоприятный прогноз, это связано прежде всего с их склонностью к раннему метастазированию. При IV стадии сарком мягких тканей 5-летняя выживаемость не превышает 20 %. К факторам, улучшающим выживаемость больных саркомой мягких тканей, относят: возраст менее 50 лет; низкую степень злокачественности саркомы; боль в области опухоли; малые размеры опухоли и её расположение на конечностях; отсутствие метастазов.